# 海南螺序草
海南螺序草（学名：Spiradiclis hainanensis）为茜草科螺序草属下的一个种。其种加词“hainanensis”意为“海南的”。